# Çò des de Baile
Çò des de Baile és una edificació civil situada al poble d'Unha, del municipi de Naut Aran (Vall d'Aran) inclosa en l'Inventari del Patrimoni Arquitectònic de Catalunya.

## Descripció
Habitatge paral·lel al carrer que presenta un notable edifici fonamentat sobre la roca, el pendent de la qual resol a partir de tres edificacions adossades, segons les arestes graonades de teulada, i finalment la cort amb les construccions araneses. Les obertures assenyalen bàsicament l'existència de dos pisos. Les finestres de fusta presenten la llinda retallada en forma d'arc, que ressegueix una motllura, i els batents exteriors reforçats amb travesseres en siga-saga. Al capdamunt, coberta de doble vessants sobre encavallades de fusta i teulada de llicorella;xemeneies i llucanes també originals,de tres vessants, i ornades amb florons damunt dels vèrtexs. Vista des de fora, probablement, la façana més representativa és la lateral de migdia resolta amb pedres cantoneres.En el primer pla, vora d'un contrafort, un cos rectangular sobresortint que correspondria a la latrina.En el nivell superior compareixen uns permòdols, una finestra allindada de fàbrica i un esvoranc avui paredat que segons l'estructura circular tindria a veure amb el "rosquer" o bé amb " l'horn de pan"

## Història
D'antic Santa Eulàlia centrà i donà anomenada al nucli d'Unha (1268) de manera que aviat hom considera necessari fortificar el puig que presideix dita església. D'acord amb el nom de la casa, seria la residència dels Mòga que d'ençà de la fi del segle xii (per privilegi reial) foren batlles generals dels terçons de Pulòlo, Arties i Garòs. En aquest sentit convé recordar Miquel Mòga, batlle de Pujòlo, el qual infligí una severa derrota als hugonots que des del puid d'Unha precisament assetjaven Salardú (1597). Els Mòga tenen a veure també amb Çò des de Brastet. El qüestionari de Francisco de Zamora confirma que Joan de la Mòga d'Unha seguia amb el càrrec i era una de les poques cases nobles de la Val (1788).